# جیمی گای
جیمی گای (انگلیسی: Jamie Guy؛ زادهٔ ۱ اوت ۱۹۸۷) بازیکن فوتبال اهل بریتانیا است.
از باشگاه‌هایی که در آن بازی کرده‌است می‌توان به باشگاه فوتبال کمبریج یونایتد، باشگاه فوتبال کولچستر یونایتد، باشگاه فوتبال تاروک، باشگاه فوتبال هارلو تاون، باشگاه فوتبال آکسفورد یونایتد، باشگاه فوتبال ویتام تاون، باشگاه فوتبال ابسفلیت یونایتد، باشگاه فوتبال براینتری تاون، باشگاه فوتبال برانتوود تاون، باشگاه فوتبال بیشاپس استورتفورد، باشگاه فوتبال داگنم و ردبریج، باشگاه فوتبال هیبریج، باشگاه فوتبال نیدهام مارکت، باشگاه فوتبال مالدون و تیپتری، باشگاه فوتبال بیلریکای، باشگاه فوتبال پورت ویل، و باشگاه فوتبال گرایس اتلتیک اشاره کرد.